# 앙골라탈라포인
앙골라탈라포인 또는 남부탈라포인은 긴꼬리원숭이과(Cercopithecidae)에 속하는 영장류의 하나로 학명은 Miopithecus talapoin이다. 앙골라와 콩고민주공화국의 강기슭 서식지에서 발견된다. 근연 관계에 있는 가봉탈라포인과는 달리, 앙골라탈라포인은 거무스레한 귀(살구색이 아닌)를 지니고 있다.